# European Acoustics Association
L'European Acoustics Association est une association européenne sous le statut d'association de droit espagnol créée en 1992 par diverses sociétés nationales parmi lesquelles la Société française d'acoustique.
Elle regroupe actuellement 32 associations (de tous les pays de l'Union Européenne, la Grande-Bretagne, le Maroc, la Turquie, l'Ukraine et la Russie) et environ 9 000 membres individuels.
Elle est membre de l'International Commission for Acoustics et de l'Initiative for Science in Europe.

## Activités
L'AEE promeut l'acoustique (recherche et applications) par divers moyens tels que l'organisation de congrès, l'attribution de récompenses et la publications de revues, d'un dictionnaire et d'un guide étudiant.

### Revues
- Acta Acustica, revue scientifique en ligne,
- Nuntius, revue d'actualité bimestrielle[2],
- Acoustics in Practice, revue professionnelle en ligne[3].

### Congrès

#### Forum Acusticum
- 1996 à Anvers
- 1999 à Berlin (conjointement avec l'Acoustical Society of America)
- 2002 à Séville
- 2005 à Budapest
- 2008 à Paris (conjointement avec l'Acoustical Society of America)
- 2011 à Aalborg
- 2014 à Cracovie
- 2017 à Boston (conjointement avec l'Acoustical Society of America)
- 2020 à Lyon (tenue virtuellement en raison de la pandémie de COVID-19)
- 2023 à Turin
- 2025 à Malaga
- 2028 à Funchal (conjointement avec le 26e Congrès international d'acoustique de l'International Commission for Acoustics)[4].

#### Euronoise
- 1992 à Londres
- 1995 à Lyon
- 1998 à Munich
- 2001 à Patras
- 2003 à Naples
- 2006 à Tampere
- 2008 à Paris (conjointement avec le Forum Acusticum)
- 2009 à Edinburgh
- 2012 à Prague
- 2015 à Maastricht
- 2018 en Crète
- 2021 à Madère (tenue virtuellement en raison de la pandémie de COVID-19)

À partir de 2023, Euronoise est intégré au Forum Acusticum.

#### EAA Symposium
- 2011 à Detmold (International Conference on Spatial Audio)
- 2011 à Patras
- 2014 à Berlin
- 2015 à Valence
- 2017 à Marín (Pontevedra) (Underwater Acoustics Applications)
- 2017 à La Corogne

#### EAA Euroregio
- 2010 à Ljubljana
- 2013 à Mérano
- 2016 à Porto
- 2019 à Aix-la-Chapelle (conjointement avec l'International Congress on Acoustics)
- 2022 à Aalborg

### Récompenses
L'EAA délivre les récompences suivantes :
- EAA award for lifetime achievements in acoustics
- EAA award for contributions to the promotion of Acoustics in Europe

Elle a par le passé décerné un prix pour un résultat scientifique majeur publié dans Acta Acustica united with Acustica.